# 贝尼托·霍安内
贝尼托·霍安内(西班牙語：Benito Joanet Giménez，1935年9月16日—2020年3月22日) 是一名西班牙足球运动员和教练。
霍安内出生于埃斯普卢加斯，曾在西班牙人队、皇家萨拉戈萨队、特拉萨队、欧罗巴队和拉科鲁尼亚队担任过守门员。
退役后，他成为了一名足球教练，先后执教过大力神、卡斯特隆、安泰奎拉诺、加的斯、马略卡、特内里费、西班牙人、萨拉曼卡和拉斯帕尔马斯。
霍安内于2020年3月22日在阿利坎特COVID-19大流行期间死于该疾病。